# Jytte-Merle Böhrnsen
Jytte-Merle Böhrnsen (Amburgo, 5 gennaio 1984) è un'attrice tedesca.
Tra grande e, soprattutto, piccolo schermo, è apparsa in circa una sessantina di differenti produzioni, a partire dal 2006.

## Biografia
Jytte-Merle Böhrnsen nasce ad Amburgo, nell'allora Germania Ovest, il 5 gennaio 1984.
Già all'età di 7 anni, inizia a recitare nei teatri della sua città natale, attività che le vale, tra l'altro, anche il primo premio agli Hamburger Amateurtheatertage ("Giornate del teatro amatoriale di Amburgo") per il ruolo da protagonista in Das Mädchen am Ende der Straße (andata in scena al Kellertheater) e che proseguirà per i successivi 10 anni, ovvero fino al 2001, anno in cui si trasferisce a New York per studiare recitazione al Lee Strasberg Theater.
Fa il proprio debutto cinematografico nel 2004, interpretando il ruolo di Josefine nel film, diretto da Ayşe Polat, En garde. Nello stesso anno, entra a far parte del cast principale della soap opera Bianca (Bianca - Wege zum Glück), dove interpreta il ruolo di Sofia Wellinghoff.
In seguito, appare come guest-star in varie serie televisive tedesche, quali Im Namen des Gesetzes, Squadra Speciale Colonia, Tatort, ecc. Recita quindi, tra il 2007 e il 2008, in 10 episodi della serie televisiva R.I.S. - Die Sprache der Toten.
Sempre nel 2007, è tra gli interpreti principali, al fianco di Christina Rainer e Jochen Horst, del film TV del ciclo "Inga Lindström" Giorni d'estate sul lago Lilja (Sommertage am Lilja-See), dove interpreta il ruolo di Lina Andersson, la figlia di Hanna Andersson (interpretata da Christina Rainer). In seguito, tra il 2008 e il 2009, è tra i protagonisti, nel ruolo di Marietta von Rheinsberg, della soap opera Potere e passione (Geld.Macht.Liebe).
In seguito, nel 2011, è tra i protagonisti, al fianco di Holger Handtke e Gustav Koenigs, del film diretto da Florian Anders, Bild von ihr (film di cui è anche sceneggiatrice). Nel 2013, è quindi tra i protagonisti, al fianco di Peter Gadiot, Klaus Tange, e Jeanette Hain, del film horror-fantastico diretto da Till Hastreiter, The Forbidden Girl, dove interpreta il ruolo di Laura; nello stesso anno, è tra i protagonisti, al fianco di François Goeske, Josefine Preuß e Pit Bukowski, del film horror, diretto da Thorsten Klein, Lost Place, dove interpreta il ruolo di Elli.
Sempre nel 2013, è diretta dal fidanzato e futuro marito Tobias Wiemann nel film Großstadtklein, dove è protagonista (nel ruolo di Fritzi) al fianco di Jacob Matschenz.. In seguito, nel 2016 è tra i protagonisti, al fianco di Robert Atzorn e Alexandra Neldel, del film TV, diretto da Axel Barth, Das Mädchen aus dem Totenmoor, dove interpreta il ruolo di Helen Dahms.

## Filmografia parziale

### Attrice

#### Cinema
- En garde, regia di Ayşe Polat (2004)
- The Forbidden Girl, regia di Till Hastreiter (2013)
- Lost Place, regia di Thor Klein (2013)
- Großstadtklein, regia di Tobias Wiemann (2013)
- 3 Türken & ein Baby, regia di Sinan Akkuş (2015)
- Affenkönig, regia di Oliver Rihs (2016)

#### Televisione
- Bianca (Bianca - Wege zum Glück) - soap opera, 231 puntate (2004-2005)
- La nostra amica Robbie (Hallo, Robbie!) - serie TV, episodio 5x07 (2006)
- 14º Distretto (Großstadtrevier) - serie TV, episodio 21x16 (2007)
- Inga Lindström - Giorni d'estate sul Lago Lilja (Sommertage am Lilja-See) - film TV, regia di John Delbridge (2007)
- R.I.S. - Die Sprache der Toten - serie TV, 10 episodi (2007-2008)
- Toscana andata e ritorno (Einmal Toskana und zurück) - film TV, regia di Imogen Kimmel (2008)
- Natale a Kaltenthal (Um Himmels Willen – Weihnachten in Kaltenthal) - film TV, regia di Ulrich König (2008)
- Potere e passione (Geld.Macht.Liebe)  - soap opera, 21 puntate (2008-2009)
- Squadra Speciale Stoccarda - serie TV, episodio 3x14 (2011)
- Zeit der Zimmerbrände, film TV, regia di Vivian Naefe (2014)
- Das Mädchen aus dem Totenmoor - film TV, regia di Axel Barth (2016
- Morden im Norden - serie TV, episodio 4x02 (2016)
- Babylon Berlin - serie TV, episodio 2x02 (2017)
- Wilsberg - serie TV, episodio 1x55 (2017)
- Die Eifelpraxis - serie TV, episodio 1x04 (2017)
- Lifelines - serie TV, 10 episodi (2018)
- Il commissario Lanz - serie TV, episodio 9x03 (2018)
- Bettys Diagnose - serie TV, 10 episodi (2018-2019)
- Professor T. - serie TV, episodio 3x04 (2019)

### Sceneggiattrice
- Bild von ihr, regia di Florian Anders (2011)
- Il viaggio di Amelie (Amelie rennt), regia di Tobias Wiemann (2017)